# Cytokine
 (octobre 2014).

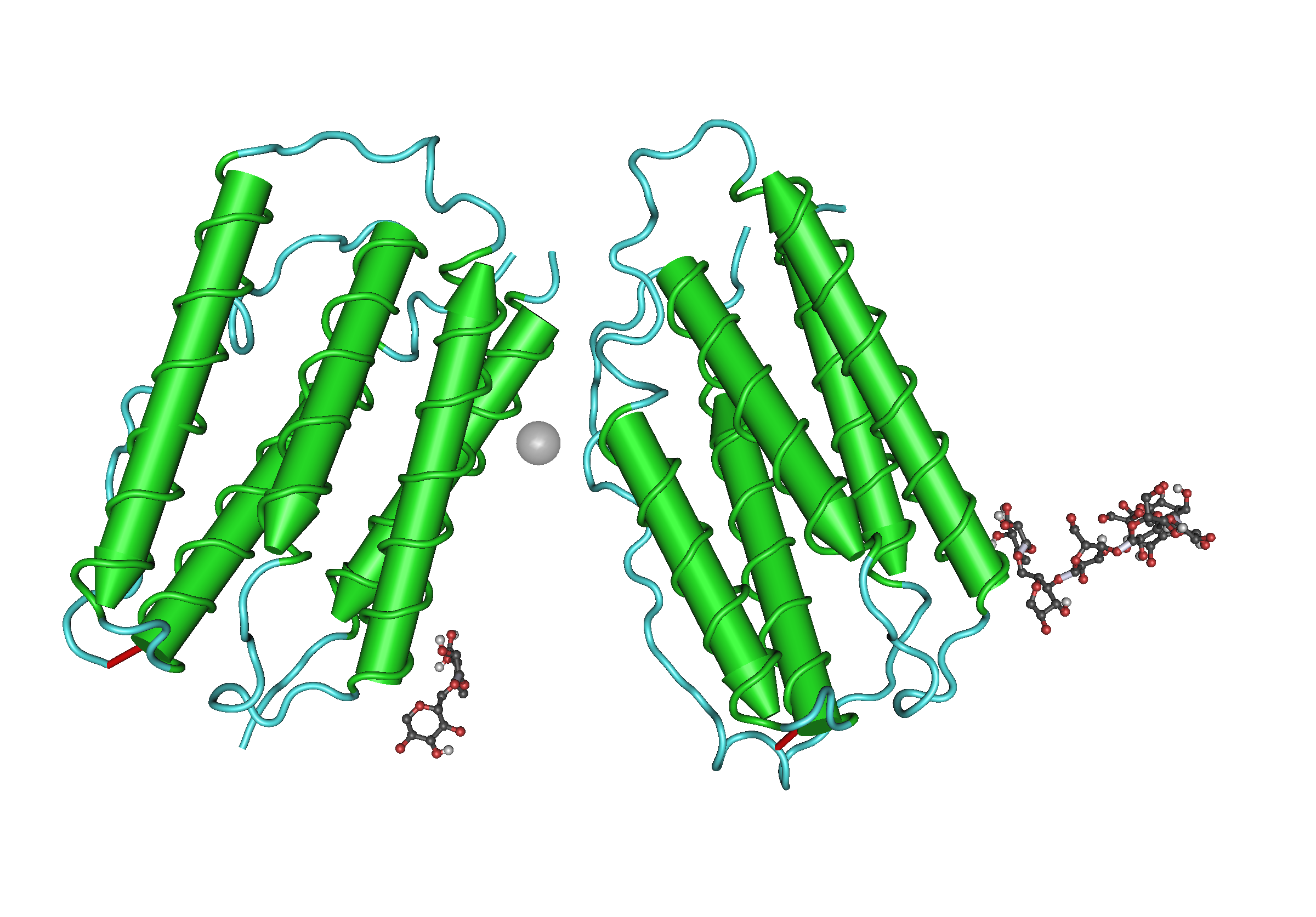
Structure d'une cytokine, l'interféron de type.

Les cytokines sont un ensemble hétérogène de protéines ou de glycoprotéines solubles (masse moléculaire moyenne de 8 à 50 kDa). Elles jouent le rôle de signaux permettant aux cellules d'agir à distance sur d'autres cellules pour en réguler l'activité et la fonction. À la différence des hormones, dont le taux de sécrétion est continu bien que modifié par des signaux physiologiques, les cytokines sont synthétisées principalement en réponse à un signal activateur. Chaque cytokine peut être produite par de nombreux types de cellules. Les cytokines agissent sur des cellules cibles en se fixant sur des récepteurs spécifiques de haute affinité. La liaison d’une cytokine à son récepteur induit un ensemble de signaux d’activation, de prolifération, de différenciation ou de mort cellulaire. La plupart des cytokines entraînent des réactions en cascade en induisant la production d’une autre cytokine par leurs cellules-cibles. Leurs effets sont très souvent redondants : l’induction d’une même réponse cellulaire peut être obtenue par différentes cytokines se fixant chacune sur son récepteur spécifique.
Moins connues du grand public que les hormones et neuromédiateurs, les cytokines sont tout aussi essentielles à la communication entre cellules. Elles agissent via des récepteurs spécifiques, de manière paracrine (cellules proches), endocrine (cellules ou tissus distants), autocrine (la cellule elle-même exprime le récepteur pour la cytokine qu'elle produit), juxtacrine au sein de la synapse immunologique (certaines cytokines peuvent être exprimées sur la membrane sans être libérées) ou intracrine (la cytokine du cytoplasme agit directement au sein du noyau). Ce langage « universel » est compris par toutes les cellules de l'organisme.

## Histoire
Certains estiment que la première cytokine découverte, en 1957, a été l’interféron, défini à l'époque par son activité anti-virale (une cellule infectée émet un message à sa voisine pour que celle-ci se protège contre l'infection virale), mais l'endogène pyrogène, identifié en 1948, est un facteur émis lors de l'infection pour induire la fièvre.
Le terme « cytokine » fut créé en 1974 par Stanley Cohen qui a découvert que des cellules non immunitaires pouvaient aussi produire les facteurs produits par les cellules immunitaires. Leur nom vient du grec ancien κύτος / kútos, « objet creux » et κίνησις / kínēsis, « mouvement ».
En quelques décennies, les cytokines ont suscité un intérêt croissant dans la Recherche et la médecine, avec une avalanche d'études et de données. Leur rôle est apparu dans l'embryogenèse, la reproduction (biologie), la gestation, l'hématopoïèse, la réponse immunitaire, l'inflammation, mais aussi dans des processus pathologiques (auto-immunité, sepsis, cancer, hépatites virales, infection par le VIH, maladies inflammatoires chroniques telles qu'entérocolites, maladie de Crohn, polyarthrite rhumatoïde, psoriasis, etc.).
Les cytokines sont aussi devenues thérapeutiques (ex. : le G-CSF qui facilite la reconstitution hématologique, etc.) ou des cibles (ex. : anti-TNF apha dans la maladie de Crohn, la polyarthrite rhumatoïde, etc.).

## La grande famille des cytokines

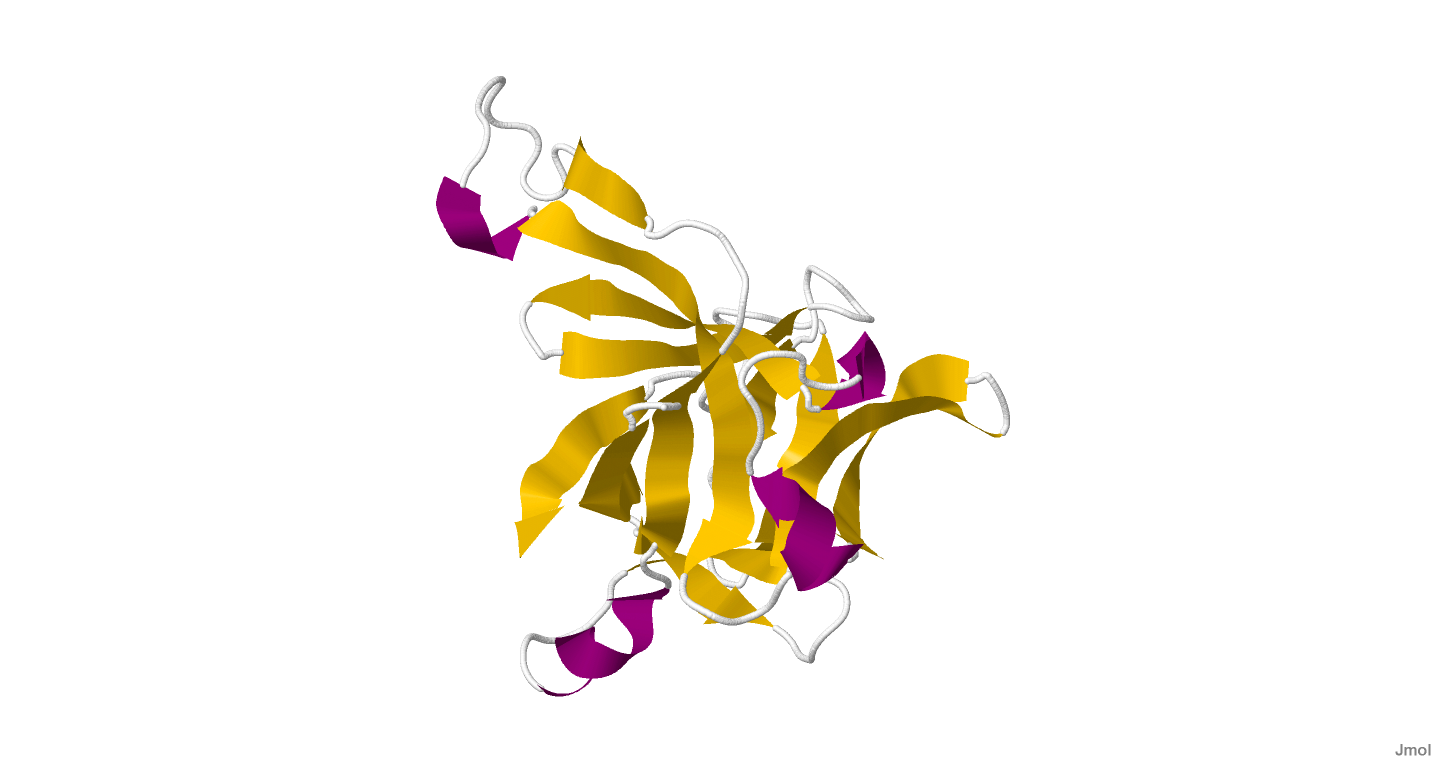
Interleukine 1-Beta.

Les cytokines sont souvent associées au concept de réseau : elles agissent en cascade, ce qui signifie que les cellules peuvent répondre aux cytokines en produisant elles-mêmes d'autres cytokines. Cette action peut être modulée. Dans le domaine des cytokines, il y a une certaine redondance, ce qui signifie que deux cytokines peuvent partager la même activité. Lorsqu'elles agissent ensemble, on n'obtient pas la somme des effets mais plus. Les mêmes cytokines ont souvent deux noms différents.

### Interférons
Il existe trois types d'interférons : interféron alpha, interféron bêta et interféron gamma.

### Interleukines (IL-)
Les interleukines sont des cytokines regroupées sous cette terminologie sans parenté biochimique ni de fonction, mais classées par commodité au gré des découvertes. Le terme a été créé en 1979 quand on ne connaissait que deux interleukines (IL-1 et IL-2). On en compte aujourd’hui 35 sous l'intitulé IL-, mais il en existe davantage car on compte par exemple 11 membres de la famille de l'IL-1. La plupart sont des agonistes, mais certaines sont des antagonistes. Certaines sont des chimiokines et d'autres sont des facteurs hématopoïétiques. La plupart des cytokines sont des monomères, mais certaines sont des homodimères ou des homotrimères.

### Chimiokines
Les chimiokines sont des cytokines de faible poids, ayant en commun un pouvoir chimiotactique. On en connaît plus de 40 ; leur nomenclature est basée sur des points précis de leur structure (CCL1 à CCL28, CXCL1 à CXCL16, XCL1 & 2, CX3CL1).

### Famille du facteur de nécrose tumorale
La famille du facteur de nécrose tumorale (TNF) est issue d'un gène ancestral commun, elles peuvent aussi être à la surface des cellules. En 2016, cette superfamille comportait 19 membres.

### Facteurs hématopoïétiques
Les facteurs hématopoïétiques jouent un rôle dans l'hématopoïèse, mais peuvent aussi activer les leucocytes matures.

### Facteurs de croissance transformants
Les facteurs de croissance transformants (TGF) sont impliqués dans la cicatrisation et le contrôle négatif de l'inflammation.

## Récepteurs
Les récepteurs membranaires semblent pouvoir se classer sous un certain nombre de familles en fonction des domaines qui les constituent :
- récepteurs des hématopoïétines ;
- récepteurs des IFNs [réf. souhaitée] ;
- récepteurs apparentés à la superfamille des immunoglobulines ;
- récepteurs des chimiokines (à 7 domaines transmembranaires) ;
- récepteurs de la famille du TNF.

Ils peuvent être libérés de la surface des cellules et modifier la fonction des cytokines en tant que récepteurs solubles.

## Cytokines et système immunitaire
Les cytokines sont produites en réponse à des antigènes présents à la surface d'organismes étrangers ou à des molécules considérées comme étrangères par le système immunitaire. Répondant à l'antigène, elles stimulent les cellules chargées du développement des défenses immunitaires.
Elles stimulent notamment la croissance et la différenciation des lymphocytes.
Exemples de cytokines qui médient et régulent l'immunité innée : TNF ou l'interleukine 1.

## Manifestations pathologiques

### Cytokines et grippe
Le virus H5N1 de la grippe aviaire, hautement pathogène, et le H1N1, responsable de la grippe espagnole de 1918-1919, déclenchent chez l'humain (non vacciné ni immunisé) comme chez l'animal (ni vacciné ni immunisé) une réaction anormalement vive du système immunitaire. La sécrétion de cytokines est si brutale et importante qu'au lieu de réguler l'inflammation, elle provoque des défaillances organiques parfois mortelles.
Cela arrive également lors de certaines « grippes malignes » où une production très abondante de cytokines provoque par exemple un œdème aigu du poumon, lequel perd alors de son élasticité et donc de sa fonctionnalité. L'expression « tempête de cytokines » décrit ce phénomène.
Début 2003, l’équipe de Robert Webster a montré que le H5N1 déjouait une des fonctions du système immunitaire, qui est la « réponse cytokine ».
En 2004 Seo et al. ont montré que la résistance du virus A(H5N1)HP à l’activité antivirale des cytokines était liée à la présence du gène NS1 et, plus précisément, à l’acide glutamique en position 92 de la séquence d’acides aminés. Des porcs expérimentalement infectés avec un virus recombinant reconstitué par génétique inverse, porteur du gène de la protéine non structurale (NS1) du virus A(H5N1) isolé à Hong Kong, ont développé une grippe cliniquement plus sévère que lors d'une infection par le virus « sauvage ».
De plus, les études in vitro sur culture de cellules pulmonaires porcines infectées montrent que l’adjonction, au milieu de culture, d’interféron alpha, gamma et de facteur de nécrose tumorale alpha n’altère pas la réplication du virus A(H5N1)[réf. souhaitée].
En 2007, l'autopsie d’un fœtus (atteint par le H5N1) d’une Chinoise de 24 ans, morte du H5N1 HP neuf jours après les premiers symptômes, a révélé la présence de virus H5N1 dans le placenta et le foie du fœtus, mais surtout dans ses poumons, où il a cependant provoqué moins de dégâts que dans ceux de la mère. L'étude suggère que ces faibles dommages pourraient s'expliquer par l’immaturité du système immunitaire du fœtus, qui n'a pas produit de tempête de cytokines et chimiokines face au virus.
Il semble exister néanmoins des oiseaux (par exemple des canards) porteurs asymptomatiques chez lesquels le virus ne déclenche pas ce choc cytokinique. Il serait intéressant de comprendre comment ils s'en protègent.
Chez l'humain, ce phénomène semble toucher plus particulièrement les jeunes et les adultes dans la pleine force de l'âge, ce qui expliquerait que les enfants et les personnes âgées aient été moins touchés par la grippe espagnole et le sont aussi moins par le H5N1 depuis son apparition en 1997 et son extension en 2003.
Les personnes âgées développent souvent des formes pneumoniques avec surinfections. La femme enceinte peut en mourir ou avorter et une étude rétrospective a montré que les fœtus et embryons ayant survécu à la pandémie de 1918 chez des mères ayant contracté le virus semblent en avoir gardé des séquelles durables mais la responsabilité des cytokines n'a pas été étudiée pour l'embryon ou le fœtus.

### SARS-Cov-2
Les virus capables de produire de tels dégâts très rapidement sont rares. Ils semblent tous caractérisés par une particularité génétique :
- virus H1N1 à l'origine de la pandémie de grippe espagnole de 1918 ;
- variants H5N1 HP récemment apparus ;
- virus Ebola ;
- SRAS ;
- MERS ;
- et SARS-CoV-2 (source de la pandémie de Covid-19).

## Cytokines et hormones
Les cytokines se distinguent des hormones de quatre manières, fondamentales :

### Les sources
Les cytokines sont sécrétées par plusieurs types cellulaires (par exemple par les lymphocytes B). Les hormones quant à elles sont sécrétées par un seul type de cellule spécialisée et localisée.

### Les cibles
Les cellules principalement ciblées par les cytokines sont nombreuses et incluent les cellules hématopoïétiques, alors que les hormones sont plus spécifiques à une cellule cible. Les cytokines ont un effet pléiotrope (de pleio, plusieurs, et tropos, changement) car elles influent sur des cellules très différentes et induisent des changements divers.

### Activités
Les cytokines ont un large spectre d’activité. Il existe même une forte redondance ; alors que les hormones ont, essentiellement, une activité unique ou plus restreinte.

### Modes d’action
Les cytokines qui agissent à distance de la cellule sécrétrice et qui doivent passer par la circulation sanguine pour atteindre leur cible sont dites endocrines. Celles qui agissent sur les cellules proches de la cellule sécrétrice sont dites paracrines. Parfois, une cellule reçoit un signal à travers ses propres récepteurs membranaires par une cytokine qu'elle a elle-même sécrétée, celle ci est alors dite autocrine.